# Chiesa dei Santi Pietro e Paolo (Ziemetshausen)
La Chiesa dei Santi Pietro e Paolo è la chiesa parrocchiale di rito cattolico di Ziemetshausen nel circondario di Günzburg.

## Storia
La chiesa fu costruita tra il 1686 e il 1694 dall'architetto barocco di Wessobrunn Johann Schmuzer. Il coro e la galleria furono costruiti a metà del XVIII secolo. La torre ha assunto la sua forma attuale durante la ristrutturazione nel 1847. Alla progettazione della chiesa hanno collaborato fino ad oggi rinomati artigiani e artisti della Svevia centrale.

## Architettura
La chiesa dei Santi Pietro e Paolo di Ziemetshausen è una chiesa a sala barocca con un coro leggermente più basso. Il campanile della chiesa risale al XIX secolo. La decorazione dell'inquadratura sotto forma di fregi ad arco a tutto sesto è neoromanica, le arcate sonore sono concepite come una doppia arcata. La guglia ha una forma piramidale. Sulla parete sud si apre il portale con doppie lesene e un possente arco ribassato. La pianta presenta un'aula quadrata con tre navate e quattro campate. A est si trova il coro rotondo retratto. Nella navata centrale, dei pilastri liberi separano la navata centrale da quelle laterali. Una cappella è adiacente alla navata nord. I pilastri liberi sono coperti da lesene su tutti i lati. Corrispondono a pilastri identici sulle pareti della navata. La volta si attacca grazie ad uno strato intermedio di trabeazione. Esso è un cilindro con cappuccio a punto strutturato a cintura. Le finestre sono arrotondate in alto e in basso, caratteristica dello stile intorno al 1700. A ovest si trova la galleria a due piani, sorretta da colonne: il parapetto della galleria inferiore è dritto, quello superiore oscilla in avanti. L'arco trionfale è decorato con paramenti di frutta. Il coro è coperto da una volta a vela.

## Arredamento

### Gli altari

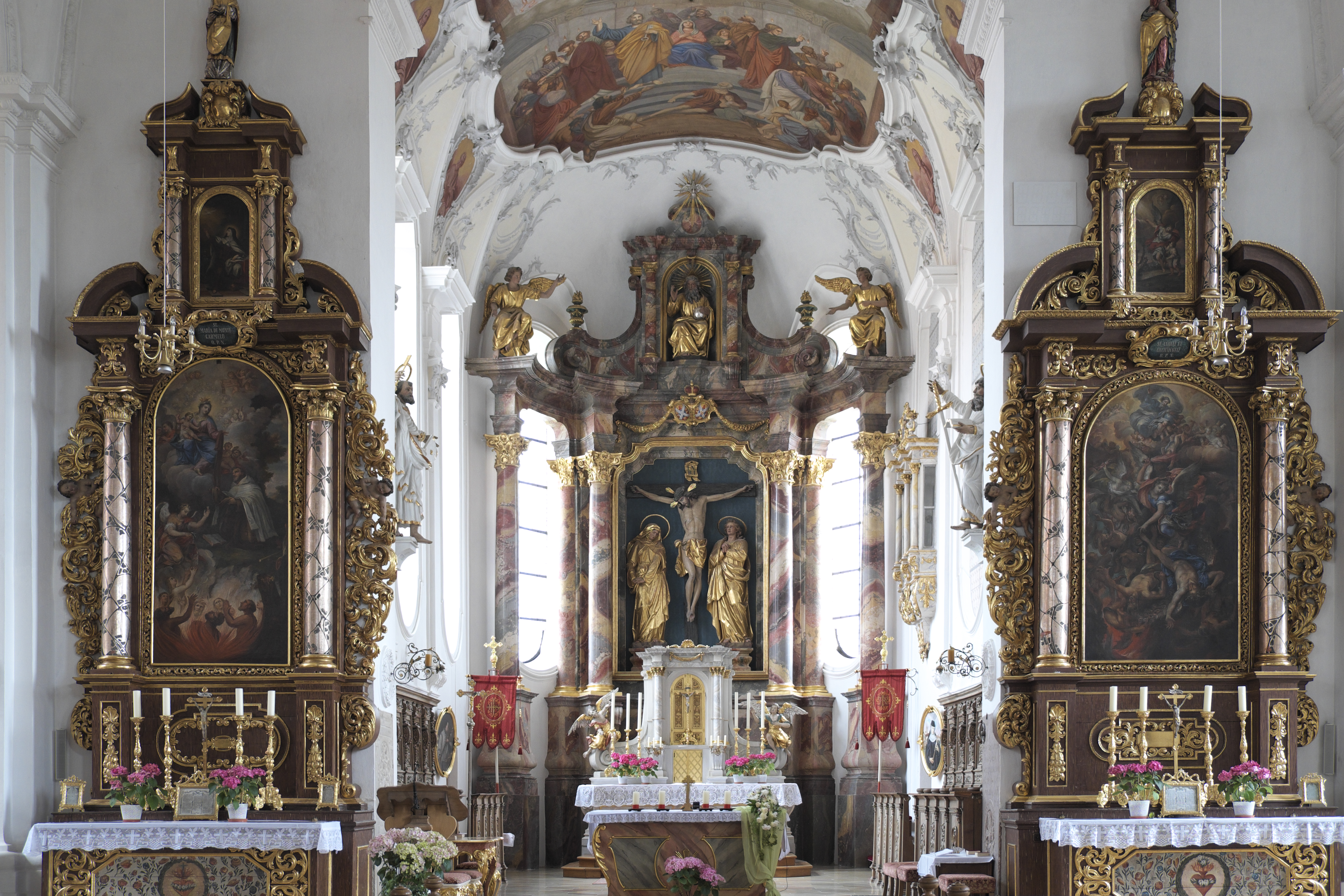
Interno della chiesa con veduta sull'altare maggiore.

Particolarmente degni di nota sono gli arredi dell'altare maggiore e tardo barocco. L'altare maggiore è un'architettura curva a sei pilastri che comprende le finestre del coro. Il suo creatore fu Tassilo Zöpf nel 1756. Il brano proviene dal precedente altare del 1693. Al centro dell'altare si trova la rappresentazione interamente scultorea della crocifissione di Gesù con il Salvatore in croce fiancheggiato da Maria e Giovanni (XIX secolo). Al di sopra delle travi, fortemente storte, si vede Dio Padre in gesto benedicente e un globo nel prolungamento incorniciato da volute. Una colomba dalla gloria raggiante incorona l'altare. Angeli indicanti siedono sulle travi delle colonne esterne.
Gli altari laterali sono altari a colonna sottile con intagli incorniciati, frammenti di timpano a forma di quarto di cerchio e un'altra estensione incorniciata a colonna con un dipinto e una corona a timpano ricurva. A sinistra dell'arco del coro si erge l'Altare di Maria (1702), il quadro è stato realizzato da Johann Rieger. Il suo tema è la consegna dello scapolare a Simon Stock. A destra si trova l'Altare di Giuseppe, e anche il dipinto che lo sovrasta è di Rieger. Mostra l'Arcangelo Michele che rovescia gli angeli rinnegati.
Una struttura simile hanno gli altari sulle pareti est delle navate laterali, costruiti tra il 1712 e il 1714. Entrambi gli altari hanno dipinti di Heinrich Mayer di Augusta, 1712. Nella navata nord si trova l'altare di Sebastiano, il quadro raffigura il martirio di S. Sebastiano. Nella navata sud si trova l'altare di San Giovanni. Il tema qui è Salomè con la testa di Giovanni Battista.
L'altare di Sant'Anna nella cappella nord ha doppie colonne corinzie tortuose. L'altare fu realizzato nel 1697 da Konrad Harscher di Landsberg, le figure in legno furono realizzate da Lorenz Luidl, anch'egli di Landsberg. Su possenti mensole sono poste le figure scolpite di Gioacchino e Giuseppe, e al centro si vede la statua semiscultorea di Anna con la piccola Maria. Nel medaglione dell'Esodo Dio Padre, accompagnato da angeli in piedi.

### Affreschi e altri arredi
Sul soffitto della navata sono dipinti dipinti di Franz Xaver Gaßner (1875). L'affresco del coro, realizzato nel 1877 da Thomas e Ignaz Guggenberger, raffigura in una cornice curva il miracolo della Pentecoste e della Santissima Trinità: Cristo e Dio Padre siedono su banchi di nuvole, con la colomba dello Spirito Santo circondata da un raggio di raggi sottostanti. Nei tappi dell'incisione sono raffigurati i quattro evangelisti. Sulle pareti della navata laterale sono presenti su mensole le statue bianche e dorate degli apostoli con i loro attributi. Risalgono al 1690, scolpite da Martin Beichel di Türkheim. Solo la figura più occidentale dell'apostolo risale al XVIII secolo. Nel porticato orientale della navata sud si trova Giovanni Battista con i suoi attributi, la bandiera con la croce e l'agnello. Lo stucco sul parapetto della galleria superiore è opera dello stuccatore Franz Xaver Feuchtmayer (1749/50). L'affresco centrale sul parapetto della galleria inferiore mostra il battesimo di Cornelio da parte di Pietro di Johann Weidner (ca. 1695). Agli anni Novanta del Seicento risalgono anche i confessionali lignei delle navate laterali. Gli stalli del coro sono opera di Ferdinand Zech di Thannhausen (1688).

### Organo
L'organo fu costruito nel 1904 dalla GF Steinmeyer & Co. Dispone di 24 registri, due tastiere e altrettanti pedali.